# Alfred Kühn
Alfred Richard Wilhelm Kühn (* 22. April 1885 in Baden-Baden; † 22. November 1968 in Tübingen) war ein deutscher Zoologe und Genetiker.

## Werdegang

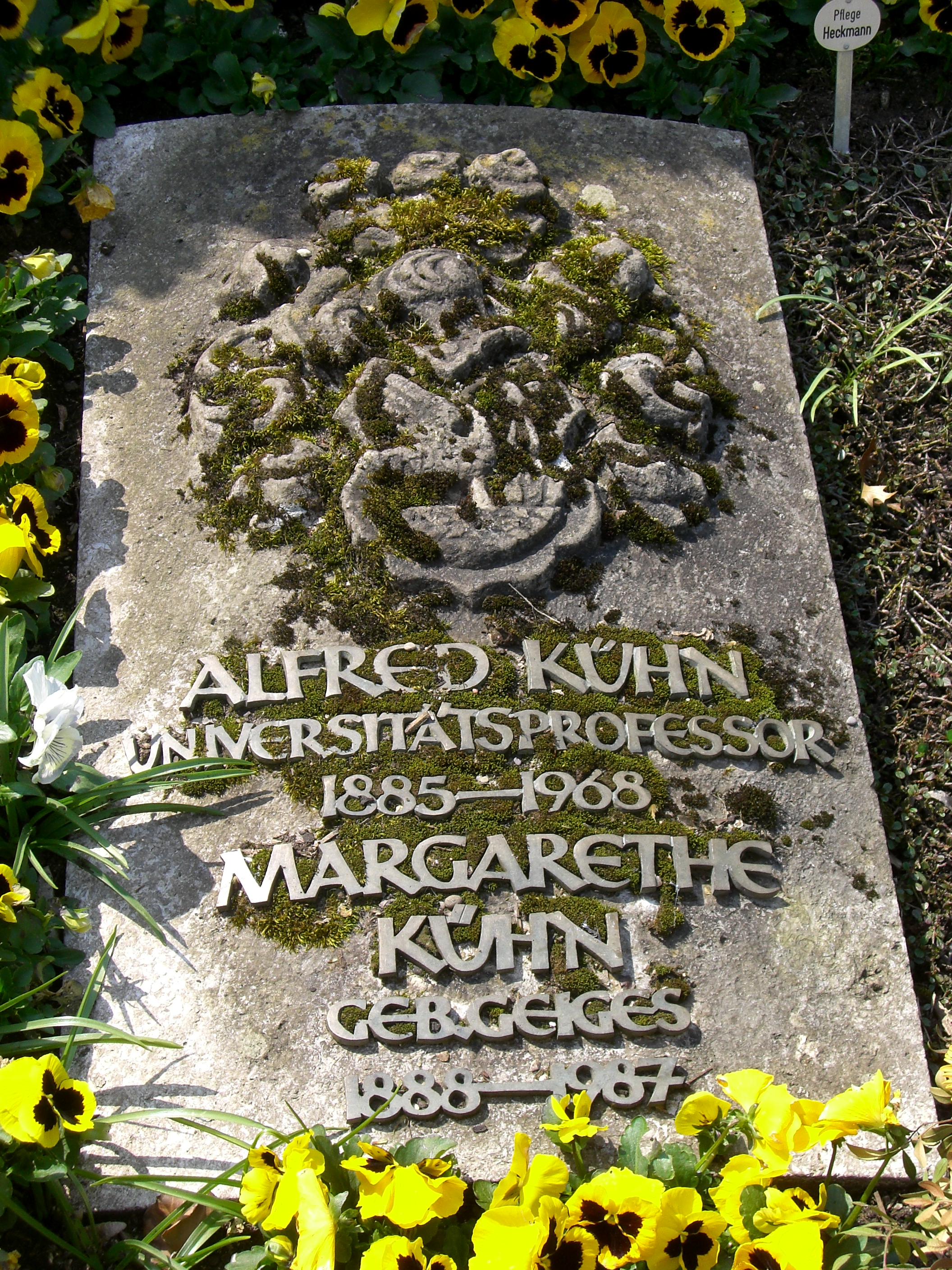
Grab Kühns auf dem Hauptfriedhof Freiburg im Breisgau

Alfred Kühn studierte von 1904 bis 1908 in Freiburg Zoologie und Physiologie, 1910 habilitierte er sich. Kühn war ab 1914 außerordentlicher Professor an der Universität Freiburg. Während seiner Zeit in Freiburg heiratete er 1914 Margarethe Geiges (1888–1987), die Tochter des Glasmalers Fritz Geiges. Die Ehe blieb kinderlos. Im Jahr 1916 wurde er zum Mitglied der Leopoldina gewählt. Im Jahr 1918 war Alfred Kühn Assistent und Privatdozent an der Universität Berlin. Ab 1920 war er Professor für Zoologie und Vererbungslehre an der Universität Göttingen.
Nach der Machtergreifung der Nationalsozialisten war Kühn 1934 zusammen mit Martin Staemmler und Friedrich Burgdörfer einer der Autoren des Buches Erbkunde, Rassenpflege, Bevölkerungspolitik. Schicksalsfragen des deutschen Volkes. Zu seinen akademischen Schülern gehörte der Erbbiologe Günther Just. 1935 erhielt er eine positive Beurteilung durch die NS-Gauleitung Süd-Hannover-Braunschweig, in der es unter anderem hieß: „daß er in unserem Sinne seine Arbeit tut, ohne sich dadurch der NSDAP verbunden zu fühlen“. Seit 1937 war Kühn Direktor am Kaiser-Wilhelm-Institut für Biologie in Berlin-Dahlem. Neben seiner Forschungstätigkeit war er Herausgeber der Zeitschrift für induktive Abstammungs- und Vererbungslehre und später auch Sachbearbeiter für Genetik bei der vom SS-Ahnenerbe übernommenen Zeitschrift Der Biologe. 1937 war er Vorsitzender der Gesellschaft Deutscher Naturforscher und Ärzte. Ab 1942 war Kühn Mitglied des Senats der Kaiser-Wilhelm-Gesellschaft.
Nach dem Ende des Zweiten Weltkriegs erhielt er bereits 1945 einen Lehrstuhl an der Eberhard Karls Universität Tübingen.
Von 1951 bis 1958 war er Direktor des Max-Planck-Instituts für Biologie sowie weiterhin Professor für Zoologie an der Universität Tübingen.
Seine Forschungsgebiete waren Genetik und Entwicklungsphysiologie, insbesondere bei Insekten (etwa bei der 
Mehlmotte, lateinisch Ephestia kuehniella).

## Ehrungen
- 1921: Ordentliches Mitglied der Göttinger Akademie der Wissenschaften[7]
- 1942: Kopernikus-Preis
- 1959: Darwin-Plakette der Leopoldina
- 1960: Mitglied der American Academy of Arts and Sciences
- 1963: Ehrenmitglied der Leopoldina
- 1965: Harnack-Medaille der Max-Planck-Gesellschaft
- 1966: Großes Verdienstkreuz mit Stern der Bundesrepublik Deutschland

## Veröffentlichungen (Auswahl)
- Die Orientierung der Tiere im Raum. Fischer, Jena 1919 (Digitalisat).
- Grundriß der allgemeinen Zoologie für Studierende. Thieme, Leipzig 1922; 17. Auflage 1969.
- mit Hans Piepho: Über hormonale Wirkungen bei der Verpuppung der Schmetterlinge. In: Nachrichten von der Gesellschaft der Wissenschaften zu Göttingen. Mathematisch-physikalische Klasse, Fachgruppe 6, N. F., Bd. 2 (1936), Nr. 9, S. 141–154.
- Grundriß der Vererbungslehre. Quelle und Meyer, Leipzig 1939.
- Zur Entwicklungsphysiologie der Schmetterlingsmetamorphose. In: VII. Internationaler Kongress für Entomologie: Verhandlungen. Uschmann, Weimar 1939/40.
- [Rezension zu:] Günther Just, Handbuch der Erbbiologie des Menschen. In: Die Naturwissenschaften. Band 30, 1942, S. 474–476.
- Vorlesungen über Entwicklungsphysiologie. Springer, Berlin 1955.
- Versuche zur Entwicklung eines Modells der Genwirkungen. In: Die Naturwissenschaften. Band 43,  Heft 2, (Januar) 1956, S. 25–28. doi:10.1007/BF00637519.